# Teatro Comunale ex Accademia dei Georgofili Accalorati
Il Teatro Comunale ex Accademia dei Georgofili Accalorati è un teatro situato a San Casciano dei Bagni.

## Descrizione
In questo importante e attivo centro della Valdichiana già sul finire del '700 era attiva l'Accademia dei Georgofili Accalorati che aveva realizzato un teatro prima del 1785. A quella data infatti risale una supplica dell'Accademia al Granduca Pietro Leopoldo per poter conservare il proprio teatro che, in base a disposizioni emanate dal governo lorenese, doveva essere chiuso.
Il teatro subì profonde trasformazioni fra il 1936-37 quando venne adattato a sede della locale Casa del Fascio. In quell'occasione, su progetto dell'architetto Alfredo Corradini, la sua disposizione venne capovolta e fu creata una nuova galleria sul lato opposto a quella originaria. Dopo la guerra, al piano superiore, ha ospitato le sedi di partiti politici e dell'"Artigianato senese". Prima della sua chiusura per inagibilità, il teatro è stato utilizzato come cinematografo (fino al 1979) e come sala prove per la locale Filarmonica (fino al 1983).
Dopo un opportuno e consistente restauro, su progetto dell'architetto Giampiero Chiucini, il teatro ha ripreso la sua attività nel 1999 proponendosi come uno spazio ideale per piccoli spettacoli e iniziative pubbliche.